# Мікропористий вуглець
Мікропористий вуглець (рос. микропористый углерод, англ. microporous carbon) — пористий вуглецевий матеріал, звичайно деревне вугілля чи вуглецеві волокна, більша частина пор якого мають ширину не більше ніж 2 нм, а тому має розвинену поверхню з ефективною площею 200—300 м2/г.
Отримується як із застосуванням активаційних процесів для збільшення питомої поверхні, так і без них. Величина питомої поверхні залежить від методу, яким вона вимірюється.